# Anton Friedrich Mittrowsky von Mittrowitz und Nemischl
Anton Friedrich Mittrowsky von Mittrowitz und Nemischl, in ceco: Antonín Bedřich Mitrovský z Mitrovic a Nemyšle (Brno, 20 maggio 1770 – Vienna, 1º settembre 1842), è stato un politico e nobile boemo.

## Biografia
Figlio del presidente della corte d'appello conte Johann Baptist Mittrowsky, il giovane Anton Friedrich nacque a Brno, in Boemia, il 20 maggio 1770. Giovanissimo, frequentò a Vienna il Theresianum e poi la facoltà di legge, per poi porsi dal 1791 al servizio della cancelleria boema. Nel 1792 divenne commissario della contea di Jihlava, passando nel 1796 a Kreishauptmann e nel 1797 a Znojmo.
Dopo essere stato nominato membro del Consiglio Privato dell'imperatore nel 1802, fu dapprima vicepresidente del governo della Bassa Austria per due anni, poi vicepresidente del governo della Boemia. Nel 1815 l'imperatore Francesco I lo nominò governatore della Moravia e della Slesia, ricoprendo tal carica per dodici anni e dando un notevole contributo agli studi storici regionali, raccogliendo e mettendo in sicurezza le fonti scritte storiche esistenti. Nel 1827 venne nominato cancelliere di corte e nel 1830 cancelliere supremo e presidente della commissione di studio, incarichi che ricoprì fino alla propria morte. In questo ruolo fece costruire nuovi istituti scolastici, istituti per le arti e le scienze, e si occupò anche dell'ampliamento delle strade e delle rotte marittime locali. Mittrowsky venne coinvolto in particolare nell'ampliamento del sistema ferroviario statale per lo sviluppo del paese, seguendo il modello belga.
Appassionato collezionista di libri e testi antichi, la sua grande biblioteca venne acquistata dai fratelli Klein di Wiesenberg e collocata nel castello di Loučná nad Desnou, che acquistarono anch'esso dagli eredi di Mitrovsky.
Già feudatario di Wiesenburg, Morawetz e del castello di Mittrow in Moravia, nel 1801 divenne cittadino onorario di Vienna, dove morì nel 1842.